# Gynoxys boliviana
Gynoxys boliviana là một loài thực vật có hoa trong họ Cúc. Loài này được (Klatt) S.F.Blake mô tả khoa học đầu tiên năm 1918.